# Vandmærket
Vandmærket er en af de første novellesamlinger skrevet af forfatteren Naja Marie Aidt. 

## Temaer
Teksterne i Vandmærket handler hovedsageligt om folk på kanten af samfundet. Novellerne er ifølge forfatteren samfundskritiske, idet hun "havde brug for at afreagere".
Sammenlignet med Bavian er Vandmærket meget psykisk, mens Bavian er mere fysisk.

## Noveller
Vandmærket indeholder bl.a. følgende tekster:
1. "Som englene flyver" 
En novelle om en ung stofmisbruger, hendes familieforhold og hendes adfærd i omgangskredsen.
2. "Katten"
Rutinen for nogle ældre mennesker, bliver brat forandret dette efterår.
3. "Den blomstrende have"
Hovedpersonerne er bedstevennerne Erik og Thomas der er på ferie hos Thomas' bedsteforældre sammen med Thomas' kusine Mette, som altid læser bøger. Thomas er homoseksuel, det gives der også udtryk for i teksten.
4. "En kærlighedshistorie"
Handler om fortvivlede Louisa og hendes hverdag.
5. "Er Verden lille"
6. "Lille fedtøre"
7. "På den anden side af vandet"
8. "Ond i sulet"

En pige, der er meget bange for at sove. Hun bliver derfor ved med at holde sig selv og sin lillesøster vågen.
9.    "Tre dage i Prag"

## Modtagelse
Vandmærket er et af højdepunkterne i Naja Marie Aidts karriere og blev rost af kritikerne. Den er blandt andet blevet kaldt "en af årets væsentligste bøger herhjemme.